# Нойенштайн (Гессен)
Нойенштайн (нем. Neuenstein) — община в Германии, в земле Гессен. Подчиняется административному округу Кассель. Входит в состав района Херсфельд-Ротенбург. Население составляет 3088 человек (на 31 декабря 2010 года). Занимает площадь 64,84 км².
Община подразделяется на 8 сельских округов.

## История
Первое документальное упоминание о какой-либо из общин Нойенштайна произошло в 852 году, когда Aua был назван в одном из документов пожертвования аббатства Херсфельд. Аббат Херсфельде основал здесь монастырь в 1190 году, а в 1229 году он переехал в Бланкенхайм, ныне отдаленный центр Бебры.
Первое документальное упоминание коммуны Зальцесберг относится к 1190 году. Существует, однако, документ от 782 года об этом месте, но его подлинность находится под вопросом. О всех остальных местах первые документальные упоминания были в 12-м и 13-м веках. Большинство составных общин долгое время находились под властью аббатства Херсфельд или были феодальными владениями лордов Валленштейна. Альберт I Валленштейнский построил замок над Саасеном, который был впервые документально упомянут в 1267 году как Нойвалленштейн (родовое гнездо семьи было замком Валленштейна — теперь руины в Кнульвальде). 24 июля 1318 года замок, который с тех пор стал логовом для разбойничьих баронов, был разрушен войсками Гессенского ландграфа Оттона, а также людьми Херсфельд-аббата Симона I Бухенау и графа Иоганна I Цигенхайна. Только в 1357 году замок был восстановлен Симоном фон Валленштейном.
Замок Нойенштайн в настоящее время используется в качестве конференц-центра.